# Årets idrottare (Liechtenstein)
Priset för årets idrottare har officiellt delats ut i Liechtenstein sedan 1970. Fram till 1974 delades endast ett pris ut, men sedan 1975 har det delats ut ett pris för respektive kön. 1979 delades det för första gången ut ett pris till årets lag.
Skidåkaren Hanni Wenzel har blivit utsedd till årets idrottare flest gånger då hon vunnit priset nio gånger.

## Pristagare
| År   | Idrottare                     |
| ---- | ----------------------------- |
| 1970 | Martha Bühler Alpin skidsport |
| 1971 | Hanni Wenzel Alpin skidsport  |
| 1972 | Manfred Schurti Bilsport      |
| 1973 | Hanni Wenzel Alpin skidsport  |
| 1974 | Roman Hermann Bancykling      |

| År   | Idrottare (herr)                | Idrottare (dam)                    | Lag                                                               |
| ---- | ------------------------------- | ---------------------------------- | ----------------------------------------------------------------- |
| 1975 | Günther Hasler Friidrott        | Hanni Wenzel Alpin skidsport       | -                                                                 |
| 1976 | Willi Frommelt Alpin skidsport  | Hanni Wenzel Alpin skidsport       | -                                                                 |
| 1977 | Paul Frommelt Alpin skidsport   | Ursula Konzett Alpin skidsport     | -                                                                 |
| 1978 | Andreas Wenzel Alpin skidsport  | Hanni Wenzel Alpin skidsport       | -                                                                 |
| 1979 | Paul Frommelt Alpin skidsport   | Hanni Wenzel Alpin skidsport       | Judo Sakura                                                       |
| 1980 | Andreas Wenzel Alpin skidsport  | Hanni Wenzel Alpin skidsport       | VBC Galina                                                        |
| 1981 | Paul Frommelt Alpin skidsport   | Maria Ritter Friidrott             | -                                                                 |
| 1982 | Roman Hermann Bancykling        | Ursula Konzett Alpin skidsport     | -                                                                 |
| 1983 | Andreas Wenzel Alpin skidsport  | Hanni Wenzel Alpin skidsport       | -                                                                 |
| 1984 | Andreas Wenzel Alpin skidsport  | Hanni Wenzel Alpin skidsport       | Cykellaget Roman Hermann / Sigmund Hermann                        |
| 1985 | Andreas Wenzel Alpin skidsport  | Biggi Blum Judo                    | -                                                                 |
| 1986 | Paul Frommelt Alpin skidsport   | Biggi Blum Judo                    | Judo Sakura                                                       |
| 1987 | Roman Hermann Bancykling        | Biggi Blum Judo                    | -                                                                 |
| 1988 | Paul Frommelt Alpin skidsport   | Biggi Blum Judo                    | -                                                                 |
| 1989 | Paul Frommelt Alpin skidsport   | Jolanda Kindle Alpin skidsport     | -                                                                 |
| 1990 | Paul Frommelt Alpin skidsport   | Manuela Marxer Friidrott           | -                                                                 |
| 1991 | Andrea Clavadetscher Cykelsport | Manuela Marxer Friidrott           | VBC Galina                                                        |
| 1992 | Wolfgang Matt Modellflyg        | Manuela Marxer Friidrott           | VBC Galina                                                        |
| 1993 | Markus Hasler Längdåkning       | Manuela Marxer Friidrott           | FC Balzers                                                        |
| 1994 | Markus Foser Alpin skidsport    | Birgit Heeb Alpin skidsport        | Rock'n'roll-paret Silke Kindle – Markus Teuber                    |
| 1995 | Achim Vogt Alpin skidsport      | Birgit Heeb Alpin skidsport        | Squashlandslaget                                                  |
| 1996 | Markus Hasler Längdåkning       | Biggi Blum Judo                    | Damlandslaget i squash                                            |
| 1997 | Marco Büchel Alpin skidsport    | Birgit Heeb Alpin skidsport        | U16-landslaget i fotboll                                          |
| 1998 | Marco Büchel Alpin skidsport    | Birgit Heeb Alpin skidsport        | Modellflug Motorkunstflug                                         |
| 1999 | Marco Büchel Alpin skidsport    | Birgit Heeb Alpin skidsport        | Liechtensteins herrlandslag i fotboll                             |
| 2000 | Stephan Kunz Längdåkning        | Birgit Heeb Alpin skidsport        | Herrlandslaget i squash                                           |
| 2001 | Andrea Clavadetscher Cykelsport | Birgit Heeb Alpin skidsport        | LRV Radteam                                                       |
| 2002 | Marc Ruhe Vintertriathlon       | Birgit Heeb Alpin skidsport        | FC Vaduz                                                          |
| 2003 | Markus Hasler Längdåkning       | Nicole Klingler Triathlon/Duathlon | Squashlandslaget                                                  |
| 2004 | Oliver Geissmann Sportskytte    | Nicole Klingler Triathlon/Duathlon | Liechtensteins herrlandslag i fotboll                             |
| 2005 | Martin Kaiser Kickboxning       | Nicole Klingler Triathlon/Duathlon | Liechtensteins herrlandslag i fotboll                             |
| 2006 | Marco Büchel Alpin skidsport    | Tina Weirather Alpin skidsport     | Beachvolleyboll-laget Indra/Wachter                               |
| 2007 | Marco Büchel Alpin skidsport    | Stephanie Vogt Tennis              | Liechtensteins herrlandslag i fotboll                             |
| 2008 | Marco Büchel Alpin skidsport    | Nicole Klingler Triathlon/Duathlon | VBC Galina (herrar)                                               |
| 2009 | Marco Büchel Alpin skidsport    | Julia Hassler Simning              | VBC Galina (herrar)                                               |
| 2010 | Marco Büchel Alpin skidsport    | Stephanie Vogt Tennis              | FC Vaduz                                                          |
| 2011 | Günther Wohlwend Kickboxning    | Julia Hassler Simning              | Dambeachvolleyboll-laget Petra Schifferle-Walser / Ramona Kaiser  |
| 2012 | Christoph Meier Simning         | Tina Weirather Alpin skidsport     | SRC Vaduz                                                         |
| 2013 | Walter Eberle Handcykel         | Tina Weirather Alpin skidsport     | Liechtensteins Fed Cup-lag                                        |
| 2014 | Philipp Hälg Skilanglauf        | Tina Weirather Alpin skidsport     | Liechtensteins Fed Cup-lag                                        |
| 2015 | Stefan Kaiser Modellflyg        | Tina Weirather Alpin skidsport     | Dambeachvolleyboll-laget Claudia Hasler / Petra Schifferle-Walser |
| 2016 | Christoph Meier Simning         | Tina Weirather Alpin skidsport     | Konstsimsparet Lara Mechnig / Marluce Schierscher                 |
| 2017 | Christoph Meier Simning         | Tina Weirather Alpin skidsport     | Konstsimsparet Lara Mechnig / Marluce Schierscher                 |
| 2018 | Christoph Meier Simning         | Tina Weirather Alpin skidsport     | Konstsimsparet Lara Mechnig / Marluce Schierscher                 |
| 2019 | Christoph Meier Simning         | Julia Hassler Simning              | Konstsimsparet Lara Mechnig / Marluce Schierscher                 |
| 2021 | Michael Lampert Kickboxning     | Julia Hassler Simning              | Konstsimsparet Lara Mechnig / Marluce Schierscher                 |
| 2022 | Romano Püntener Mountainbike    | Nina Riedener Längdåkning          | Konstsimlaget Noemi Büchel, Nadina Klauser och Leila Marxer       |